# Prix Kistler
Le Prix Kistler (créé en 1999) est un prix prestigieux remis chaque année pour féliciter des contributions originales aux personnes ou organisations « participant à la compréhension des liens existants entre l'hérédité humaine et la société humaine ». 
Ce prix est accompagné d'une dotation de 100 000 dollars américains et d'une médaille en or de 200 grammes.

## Lauréats du prix
Le nom de ce prix est issu du physicien et inventeur Walter Kistler. 
Les lauréats ont été :
- 2000 – Edward O. Wilson
- 2001 – Richard Dawkins
- 2002 – Luigi Luca Cavalli-Sforza
- 2003 – Arthur Jensen
- 2004 – Vincent Sarich
- 2005 – Thomas J. Bouchard
- 2006 – Doreen Kimura
- 2007 – Spencer Wells
- 2008 – Craig Venter
- 2009 – Svante Pääbo
- 2010 – Leroy Hood
- 2011 – Charles Murray

## Prix du livre Walter P. Kistler
Le Prix du livre Walter P. Kistler fut créé en 2003 pour récompenser les auteurs reconnus d'ouvrages de vulgarisation scientifique qui « améliorent de façon significative la connaissance et la compréhension du public vis-à-vis des sujets qui vont concerner l’avenir de nos espèces ». Le prix comprend une dotation de 10 000 dollars américains et est remis lors d'une cérémonie ouverte au grand public.
Les lauréats ont été :
- 2003 – Gregory Stock. Redesigning Humans: Our Inevitable Genetic Future
- 2004 – Spencer Wells. The Journey of Man: A Genetic Odyssey
- 2005 – Steven Pinker. The Blank Slate
- 2006 – William H. Calvin. A Brain for All Seasons:  Human Evolution and Abrupt Climate Change
- 2007 – Eric Chaisson. Epic of Evolution: Seven Ages of the Cosmos
- 2008 – Christopher Stringer. Homo britannicus: The Incredible Story of Human Life in Britain
- 2009 – David Archer (scientist). The Long Thaw: How Humans are Changing the Next 100,000 Years of Earth's Climate
- 2011 – Laurence C. Smith. The World in 2050: Four Forces Shaping Civilization's Northern Future

## Fondation Pour le Futur
La mission de la Fondation Pour le Futur est d'améliorer et de diffuser la connaissance relative au futur de l'humanité. Il mène de nombreux programmes et activités afin de promouvoir la compréhension des facteurs ayant un effet sur la vie humaine et son évolution à long terme.